# Университет Нанси (бывший)
Университет Нанси (фр. Université de Nancy) — бывший университет Лотарингии, существовал в 1572-1793 и 1854-1970 годах, после чего был разделён на два университета: естественнонаучный Нанси I и гуманитарный Нанси II.

## История
Университет Нанси был образован в 1572 году общими усилиями графа Шарля III Лотарингского (1543-1608) и кардинала Шарля Лотарингского (1524-1574) в городе недалеко от Понт-а-Муссона. По указу папы римского Григория XIII университет был создан 5 декабря 1572 года и передан под управление ордену иезуитов. В 1769 году по королевскому указу Людовика XV университет был переведён в Нанси, но 15 сентября 1793 года был закрыт Национальным конвентом. Старинное здание библиотеки короля Станисласа стало муниципальной библиотекой Нанси и Академией Станисласа.
В середине XIX века университет был воссоздан в новом Университетском дворце, построенным на Плас Карно в 1864 году. Во второй половине XX века университет значительно расширился, появились многочисленные дополнительные кампусы вдали от центра Нанси. В 1970 году он разделился на естественнонаучный Нанси I и гуманитарный Нанси II, а также Национальный политехнический институт Лотарингии. Интересно, что позже они были объединены в федерацию Нанси-Университет для оптимизации сотрудничества. Старинное здание на Плас Карно осталось за гуманитарным университетом Нанси II.